# Marie Elisabeth Leonie Gertrud Paula zu Stolberg-Stolberg
Marie Elisabeth Leonie Gertrud Paula Gräfin zu Stolberg-Stolberg (* 12. November 1912 in Ascherode; † 16. November 1944 in Düren) war eine Widerstandskämpferin gegen den Nationalsozialismus und Judenhelferin.

## Familie
Sie war die Tochter von Joseph Oskar Franziskus Antonius Hubertus Maria, Graf zu Stolberg-Stolberg, Herr von Ascherode, Borlinghausen und Puth (Voerendaal) (* 1874 Kasteel Neubourg bei Gulpen, Niederlande; † 1956 Gulpen) und Theresia, Freiin von Ketteler (* 1890 in Thüle; † 1973 Schaan, Liechtenstein). Die Gräfin starb bei dem großen Luftangriff auf Düren.

## Judenhilfe
Sie war um 1940 von Thüringen ins Rheinland gezogen und hatte in Düren eine Weberei gegründet. Diese befand sich in den ehemaligen Klosterräumen neben der Kapuzinerkirche auf dem Altenteich. Die Gebäude wurden im Jahr 1944 durch feindliche Bombenabwürfe zerstört, heute steht hier das Stiftische Gymnasium Düren. Von 1940 bis 1944 versteckte die Gräfin bei sich eine Jüdin.

### Zeugenschaft von Leonhard Meurer
Über diese Judenhilfe berichtete 1989 der katholische Pfarrer Leonhard Meurer aus Brüggen bei Kerpen, dass die von Stolberg aufgenommene Jüdin unter falschen Angaben im Haus der Gräfin wohnen durfte. Allerdings war sie „wohl etwas verhaltensgestört“ und unvorsichtig: deshalb übersiedelte die jüngere Frau im Jahr 1944 eine Zeit lang in den Pfarrhof von Anrath bei Krefeld.

### Zeugenschaft von Joseph Emonds
Die Gräfin hat in der NS-Zeit im Rheinland eine Gruppe geleitet, die Juden versteckte. Am 20. Juli 1961 berichtete Pfarrer Joseph Emonds in dem ZDF-Film Der 20. Juli von einem „Ring von Menschen aus der Jugendbewegung,“ geleitet von der Gräfin zu Stolberg-Stolberg, die verfolgten Juden half.

### Zeugenschaft von Anna Schürkes
Anna Schürkes, die damalige Haushälterin von Joseph Emonds, berichtete, dass Hilfsaktion „in den Händen einer Gräfin in Düren oder Jülich“ gelegen habe. Sie sei bei einem Bombenangriff umgekommen. Danach habe der Pfarrer die Initiative übernommen.